# Goldsboro, North Carolina
Goldsboro là một thành phố quận lỵ quận Wayne, bang North Carolina, Hoa Kỳ. Dân số là 37.597 người theo ước tính điều tra dân số năm 2008. Đây là thành phố chính của và bao gồm trong khu vực thống kê đô thị Goldsboro Bắc Carolina. Thị trấn gần đó Waynesboro được thành lập vào năm 1787 và Goldsboro được thành lập vào năm 1847. Thành phố nằm trong đồng bằng ven biển Bắc Carolina và giáp giới phía nam với sông Neuse và phía tây các sông nhỏ, khoảng 43 dặm về phía tây nam của Greenville và 55 km về phía đông nam của Raleigh, thủ phủ bang và 87 dặm Anh phía tây bắc của Wilmington ở Đông Nam Bắc Carolina. Goldsboro được biết đến nhiều hơn là nơi có căn cứ không quân Seymour Johnson.
Đây là nơi xảy ra sự cố bom nguyên tử năm 1961